# NGC 7496B
NGC 7496B (другие обозначения — ESO 291-7, AM 2309-440) — галактика в созвездии Журавль.
Этот объект не входит в число перечисленных в оригинальной редакции «Нового общего каталога» и был добавлен позднее.